# Unterwinden (Sulzemoos)
Unterwinden ist ein Gemeindeteil von Sulzemoos im oberbayerischen Landkreis Dachau.

## Lage
Die Einöde liegt knapp drei Kilometer westsüdwestlich des Hauptortes Sulzemoos. Der Ort gehörte vor der Gebietsreform in Bayern zur Gemeinde Einsbach und wurde mit dieser am 1. Mai 1978 in die Gemeinde Sulzemoos eingegliedert.